# Gouden Ster van een Held van de Socialistische Arbeid

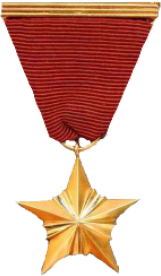
Insigne

De Gouden Ster van een Held van de Socialistische Arbeid, (Tsjechisch: Zlatá hvězda hrdiny socialistické práce), werd in 1959 ingesteld door de regering van Tsjechoslowakije. De orde was een navolging van de oudere Russische onderscheiding van Held van de Socialistische Arbeid. De orde werd aan modelarbeiders verleend. Deze orde werd na het opheffen van Tsjechoslowakije in 1990 opgeheven. Men mag haar nog wel dragen.
Het kleinood is een kunstig versierd gouden vijfpuntig sterretje aan een lint. Bovenaan het lint zit een gouden draagbeugel.
Het lint van de orde is bordeauxrood.